# Poiana (okręg Bacău)
Poiana – wieś w Rumunii, w okręgu Bacău, w gminie Colonești. W 2011 roku pozostawała niezamieszkana.